# Lutz Bachmann
Pour les articles homonymes, voir Bachmann.
Lutz Bachmann, né le 26 janvier 1973 à Dresde, est un militant allemand d'extrême-droite, cuisinier reconverti dans la publicité. Il est l'organisateur du mouvement islamophobe PEGIDA, Patriotes Européens contre l'Islamisation de l'Occident jusqu'au 21 janvier 2015.

## Controverse
Ancien braqueur, il est condamné à trois ans et demi de prison ferme pour seize cambriolages perpétrés dans les années 1990. Il s'enfuit en Afrique du Sud et prend une fausse identité avant d'être extradé. Il est ensuite condamné pour trafic de stupéfiants. Le 3 mai 2016 il a été condamné pour insultes envers les réfugiés.
En octobre 2016, Lutz Bachmann a déménagé pour vivre au sud de l'île de Tenerife (Espagne) où il a été déclaré persona non grata par les autorités de cette île,.

## Militant anti-islam
En 2014, il prend la tête du mouvement PEGIDA. En 2015, il aurait été visé par une menace de l'État islamique.
Le 21 janvier 2015, le quotidien Bild publie une photo où Bachmann apparaît déguisé en Adolf Hitler, ce qui provoque l'indignation de la population et des médias, ainsi que des remous au sein de PEGIDA. Celui-ci démissionne de la présidence du mouvement le jour même,. Bachmann a déclaré par la suite que cette photo, tirée de son compte facebook, serait une contrefaçon . Le 22 février 2015, il est réélu président du mouvement par les six autres dirigeants de PEGIDA.